# Nina Nesbitt
Nina Nesbitt (* 11. Juli 1994 in Edinburgh) ist eine schottische Sängerin und Songwriterin.

## Leben und Karriere
Nesbitt ist die Tochter einer Schwedin und eines Schotten. Sie wuchs in Edinburgh auf, war Schülerin der Balerno Community High School und studierte Musik am Edinburgh’s Stephenson College. Ihre Karriere begann damit, dass sie ihre eigenen Lieder und auch Coverversionen anderer Lieder in ihrem eigenen Zimmer aufnahm und sie auf der Internet-Plattform YouTube hochlud.
Bei ihrer Begegnung mit dem britischen Sänger Ed Sheeran wurde sie von ihm dazu eingeladen, bei einigen seiner Konzerte im Vorprogramm aufzutreten; später begleitete sie ihn auf seiner Europa-Tournee. Außerdem spielte sie in dem Musikvideo des Sängers zu dem Song Drunk eine Rolle. Des Weiteren eröffnete sie drei Konzerte im Dezember 2011 für den Musiker Example, der sich von ihrer Version seines Songs Stay Awake begeistert zeigte.
2012 gründete Nesbitt ihre eigene Plattenfirma N² Records, bei der The Apple Tree EP erschien.
Im Juni 2012 unterschrieb sie einen Plattenvertrag mit Universal Records.
Nesbitts erste EP Live Take EP erschien am 5. Dezember 2011 und enthält vier Lieder (in Live-Versionen) und einen „Hidden Track“. Außer dem Song Babylon von David Gray wurden alle Lieder von ihr selbst geschrieben.
Ihre zweite EP The Apple Tree EP erschien am 23. April 2012 und enthält fünf Songs. Die EP erreichte Platz 6 der britischen iTunes Download Charts und Platz 1 der britischen Singer/Songwriter Charts.

## Diskografie
Alben
- 2014: Peroxide
- 2019: The Sun Will Come Up, the Seasons Will Change
- 2022: Älskar

EPs
- 2011: Live Take
- 2012: The Apple Tree
- 2012: Boy
- 2013: Stay Out
- 2013: Way in the World
- 2014: Nina Nesbitt
- 2016: Modern Love
- 2016: Life in Colour
- 2017: The Sun Will Come Up, The Seasons Will Change – Track Commentaries

Singles
- 2012: Boy
- 2013: Stay Out
- 2013: Way in the World
- 2013: Don’t Stop
- 2014: Selfies
- 2015: Chewing Gum
- 2016: Ontario
- 2016: Brisbane
- 2016: Los Angeles
- 2016: Manchester
- 2017: The Moments I’m Missing
- 2017: The Best You Had (UK: Silber)[7]
- 2018: Somebody Special
- 2018: Loyal to Me / Cry Me A River
- 2018: Oh Holy Night
- 2018: Colder
- 2019: Afterhours (mit teamwork. & AJ Mitchell)
- 2019: Let it Be Me (mit Justin Jesso)
- 2019: Is It Really Me You’re Missing?
- 2019: Love Letter
- 2019: Without You (mit John Newman)
- 2019: Black & Blue
- 2019: Toxic
- 2019: Last December (Christmas Version)
- 2020: Miss You 2 (mit Gabrielle Aplin)

Gastbeiträge
- 2016: What it feels like (Feed Me feat. Nina Nesbitt)
- 2019: Desperate (Jonas Blue feat. Nina Nesbitt)
- 2019: The Moments I’m Missing (Ranji & White Noise feat. Nina Nesbitt)